# 9670 Magni
9670 Magni (1997 NJ10) là một tiểu hành tinh vành đai chính được phát hiện ngày 10 tháng 7 năm 1997 bởi A. Boattini ở Campo Imperatore.